# Hippotis grandiflora
Hippotis grandiflora är en måreväxtart som beskrevs av Julian Alfred Steyermark. Hippotis grandiflora ingår i släktet Hippotis och familjen måreväxter.
Artens utbredningsområde är Colombia. Inga underarter finns listade i Catalogue of Life.